# Алторф
Алторф (фр. Altorf) насеље је и општина у источној Француској у региону Алзас, у департману Доња Рајна која припада префектури Молсхајм.
По подацима из 2011. године у општини је живело 1268 становника, а густина насељености је износила 124,44 становника/km². Општина се простире на површини од 10,19 km². Налази се на средњој надморској висини од 170 метара (максималној 186 m, а минималној 162 m).

## Демографија
| 1962. | 1968. | 1975. | 1982. | 1990. | 1999. | 2011. |
| ----- | ----- | ----- | ----- | ----- | ----- | ----- |
| 814   | 796   | 746   | 883   | 941   | 1.100 | 1.268 |

График промене броја становника у току последњих година